# Michnevo (Oblast' di Mosca)
Michnevo (in russo Михнево?), anche traslitterata come Mihnevo) è una cittadina della Russia europea centrale, situata nell'oblast' di Mosca. Apparteneva allo Stupinskij rajon.
Sorge nella parte sudorientale dell'oblast', 73 chilometri a sudest della capitale Mosca.